# Mnésiklés
Mnésiklés, řecky Μνησικλῆς, byl starořecký architekt z 5. století př. n. l. 
Jeho nejznámějším dílem jsou (podle Plutarcha) Propyleje, monumentální vstupní brána na athénskou Akropoli, vytvořená na žádost Perikla. Průkopnickým způsobem zde zkombinoval dórský a iónský styl. Původní návrh této struktury byl mnohem grandióznější, ale nebyl proveden z důvodů, které nejsou přesně známy. Předpokládá se, že do stavby osobně zasáhl Periklés, a to z náboženských důvodů, protože Propylea měla nahradit některé artefakty, které považovaly za posvátné Pelasgové, tedy starý místní kmen. Stavbu přerušila Peloponéská válka. Mnésiklés je též pravděpodobným tvůrcem Erechtheionu.